# Центр реабілітації «Гармонія»
Центр реабілітації «Гармонія» заснований в 2006 році активістами ГО «Гармонія», як простір, де люди з інвалідністю мають можливість різносторонньо розвиватись. Ключовою особою в заснуванні та довголітньою керівницею центру була активістка захисту прав людей з інвалідністю, Урядова уповноважена з прав осіб з інвалідністю Раїса Панасюк. Після її смерті центру було присвоєне її ім'я.
У 2007 році отримує підтримку від Вінницької міської ради і рішенням від 28.04.2007 року № 978 стає комунальним закладом і офіційну назву Комунальний заклад "Міський центр соціально-психологічної реабілітації дітей та молоді з функціональними обмеженнями «Гармонія».
З 2006 по 2015 роки знаходився за адресою вул. Космонавтів, 48 (мікрорайон Вишенька) в 3-х орендованих кімнатах дитячого садочку.

У 2016-му переїжджає у відремонтоване приміщення по вулиці Володимира Винниченка, 5 (мікрорайон Замостя) і показовим як заклад, в якому забезпечено доступність для людей з інвалідністю.

З 2016 року діє програма підготовки дітей з інвалідністю до школи «Дошколярик».
ЦР «Гармонія» є закладом який надає соціально-психологічні послуги певній категорії людей з інвалідністю. 

Умови отримання послуг від центру реабілітації:
- діти віком від 7 років
- дорослі віком до 35 років
- вінничани;
- розумовозбережені;
- мають порушення опорно-рухового апарату;

З клієнтами працюють такі спеціалісти: соціальні педагоги, психологи, вчитель-реабілітолог, масажист, вихователь дітей з інвалідністю, медична сестра
Центр реабілітації також втілює проєкти з соціалізації людей з інвалідністю через підприємницьку діяльність.  Наприклад, за участі "Гармонії" був відкритий манікюрний  салон “Кульбабка” у Вінниці, де працюють дві майстрині, що пересуваються на інвалідному візку.